# Drummond Matthews
Drummond Hoyle Matthews (5 de febrero de 1931 – 20 de julio de 1997) fue un geólogo marino y geofísico británico cuyas contribuciones fueron claves para la teoría de las placas tectónicas. Su trabajo, junto con el de su compatriota británico Fred Vine y el canadiense Lawrence Morley, mostraron como variaciones en las propiedades magnéticas de las rocas que forman el suelo oceánico podían ser consistentes y ayudar a confirmar la teoría de 1962 de Harry Hess de la expansión del fondo oceánico.
La teoría de Alfred Wegener de la deriva continental nunca había obtenido mucho apoyo en la comunidad científica debido a la ausencia de mecanismos que explicaran de forma satisfactoria el proceso. Sin embargo durante los años 1950 se realizaron grandes investigaciones sobre el suelo marino que revelaron un sistema global enlazado de dorsales oceánicas, todas ellas exhibiendo alto flujo termal y considerable actividad sísmica. Hess hipotetizó que se formaba nueva corteza oceánica en las dorsales oceánicas por la expulsión de magma del manto terrestre, y que por convección dentro del manto la corteza recién formada era alejada de la dorsal oceánica, ampliando la cuenca oceánica y separando los continentes.
En 1962 Matthews, como becario en King's College, Cambridge, realizó una investigación sobre una parte de una dorsal oceánica en el noroeste del Océano Índico. Esto le reveló un patrón de anomalías magnéticas que corrían en líneas paralelas y virtualmente simétricas en cada lado de la dorsal. La explicación más plausible para estas anomalías requería asumir (ya en circulación en la época, pero aún no probada) que el campo magnético terrestre había cambiado su polaridad repetidas veces en el tiempo. La corteza oceánica consiste de rocas ígneas, conteniendo significativas cantidades de magnetita. Cuando esta roca se solidifica, la magnetita se alinea según el campo magnético prevaleciente en ese momento, de esta manera provee un registro magnético. Si se forma nueva corteza en las dorsales oceánicas, tal como la teoría de Hess, entonces inversiones en la polaridad magnética de la Tierra resultarían en el tipo de anomalías simétricas paralelas que Matthews había encontrado.
Matthews y su becario, Frederick Vine, publicaron estas ideas en el artículo Anomalías magnéticas en las dorsales oceánicas en la revista Nature en 1963. De ahí en más, hubo un rápido progreso tanto en la aceptación de la teoría de Hess como en la verificación de la misma. Investigaciones posteriores de otras dorsales oceánicas mostraron anomalías similares en cada caso. La confirmación de las inversiones en la polaridad de la Tierra realizada años más tarde validó la hipótesis de Matthews-Vine y proveyó de una escala de tiempo que permite estimar la tasa de separación de cada sección de dorsal oceánica. La contribución de Matthews y Vine demostró ser un elemento esencial en el desarrollo y aceptación de la teoría de la tectónica de placas.

## Honores
- FRS: miembro de la Royal Society[2]

- 1982: galardonado con la medalla Hughes, concedida por la Royal Society y compartida con Frederick Vine, «por su esclarecimiento de las propiedades magnéticas de los fondos oceánicos, que posteriormente dieron lugar a la hipótesis de la placa tectónica».[3]

- 1989: galardonado por la Geological Society of London con la medalla Wollaston.[4]